# Table des caractères Unicode/U31A0
Cette page contient des caractères spéciaux ou non latins. S’ils s’affichent mal (▯, ?, etc.), consultez la page d’aide Unicode.
Table des caractères Unicode U+31A0 à U+31BF.

## Bopomofo étendu(Unicode 3.0 à 13.0)
Autres consonnes ou voyelles, et consonnes finales, pour l’écriture avec l’alphabet bopomofo des langues chinoises min-nan ou hakka.

### Table des caractères
| en fr  | 0  | 1  | 2  | 3  | 4  | 5  | 6  | 7  | 8  | 9  | A  | B  | C  | D  | E  | F  |
| U+31A0 | ㆠ | ㆡ | ㆢ | ㆣ | ㆤ | ㆥ | ㆦ | ㆧ | ㆨ | ㆩ | ㆪ | ㆫ | ㆬ | ㆭ | ㆮ | ㆯ |
| U+31B0 | ㆰ | ㆱ | ㆲ | ㆳ | ㆴ | ㆵ | ㆶ | ㆷ | ㆸ | ㆹ | ㆺ | ㆻ | ㆼ | ㆽ | ㆾ | ㆿ |
| ------ | -- | -- | -- | -- | -- | -- | -- | -- | -- | -- | -- | -- | -- | -- | -- | -- |

### Historique

#### Version initiale Unicode 3.0
| v · d · m | 0  | 1  | 2  | 3  | 4  | 5  | 6  | 7  | 8  | 9  | A  | B  | C  | D  | E  | F  |
| U+31A0    | ㆠ | ㆡ | ㆢ | ㆣ | ㆤ | ㆥ | ㆦ | ㆧ | ㆨ | ㆩ | ㆪ | ㆫ | ㆬ | ㆭ | ㆮ | ㆯ |
| --------- | -- | -- | -- | -- | -- | -- | -- | -- | -- | -- | -- | -- | -- | -- | -- | -- |
| U+31B0    | ㆰ | ㆱ | ㆲ | ㆳ | ㆴ | ㆵ | ㆶ | ㆷ |    |    |    |    |    |    |    |    |

#### Compléments Unicode 6.0
| v · d · m | 0 | 1 | 2 | 3 | 4 | 5 | 6 | 7 | 8  | 9  | A  | B | C | D | E | F |
| --------- | - | - | - | - | - | - | - | - | -- | -- | -- | - | - | - | - | - |
| U+31B0    |   |   |   |   |   |   |   |   | ㆸ | ㆹ | ㆺ |   |   |   |   |   |

#### Compléments Unicode 13.0
| v · d · m | 0 | 1 | 2 | 3 | 4 | 5 | 6 | 7 | 8 | 9 | A | B  | C  | D  | E  | F  |
| --------- | - | - | - | - | - | - | - | - | - | - | - | -- | -- | -- | -- | -- |
| U+31B0    |   |   |   |   |   |   |   |   |   |   |   | ㆻ | ㆼ | ㆽ | ㆾ | ㆿ |